# Campeonato Europeo de Lucha de 1924
El III Campeonato Europeo de Lucha se celebró en Neunkirchen (Alemania) en el año 1924 bajo la organización de la Federación Internacional de Luchas Asociadas (FILA) y la Federación Alemana de Lucha. Solamente se compitió en las categorías del estilo grecorromano.

## Resultados

### Lucha grecorromana
| Evento   | Oro                         | Plata                       | Bronce                       |
| -------- | --------------------------- | --------------------------- | ---------------------------- |
| 55 kg    | Georg Gerstäcker · Alemania | Jakob Erbelding · Alemania  | Albert Reidenbach · Alemania |
| 58 kg    | Walter Huck · Alemania      | Artur Zirkel · Alemania     | Heinrich Zehmer · Alemania   |
| 62 kg    | Karl Völklein · Alemania    | Gustav Haber · Alemania     | Georg Schunk · Alemania      |
| 67,5 kg  | Hermann Baruch · Alemania   | Robert Blech · Alemania     | Robert Hoffmann · Alemania   |
| 75 kg    | Friedrich Bräun · Alemania  | Heinrich Stiefel · Alemania | Julius Conter · Alemania     |
| 82,5 kg  | Emil Bräuer · Alemania      | Julius Baruch · Alemania    | Jakob Bohrer · Alemania      |
| +82,5 kg | Ferdinand Muss · Alemania   | Karl Rostock · Alemania     | Willi Presper · Alemania     |

## Medallero
| Núm. | País     | Oro | Plata | Bronce | Total |
| ---- | -------- | --- | ----- | ------ | ----- |
| 1    | Alemania | 7   | 7     | 7      | 21    |
|      | TOTAL    | 7   | 7     | 7      | 21    |